# The festival of Living Art
The festival of Living Art es el 72do episodio de la serie de televisión norteamericana Gilmore Girls.

## Resumen del episodio
Sookie y Jackson deciden que ella dará a luz a su hijo en casa y contratan a una comadrona para que les dé la ayuda necesaria. Stars Hollow es designada para ser la sede del festival de Arte en vivo, un certamen en el que la gente del pueblo se encarga de representar retratos de importantes pintores. Así, Rory representa a una belleza de Renoir, y Kirk se toma muy en serio su papel de Jesús en "La Última Cena" y se pelea con el actor que representará a Judas. En cambio, Lorelai es dejada de lado pues hace siete años se movió mientras hacía su representación, aunque luego de mucho insistir finalmente logra que le den una oportunidad, y hace muy bien su trabajo. Sookie empieza a ponerse nerviosa cuando nota que ha pasado la fecha para que su bebé nazca, y Lorelai la tranquiliza contándole sobre cuando nació Rory. Lane consigue a un guitarrista nuevo para reemplazar a Dave, llamado Gil, aunque intimida al resto de la banda pues es mucho mayor que ellos, sin embargo ella al verlo con su esposa e hijos, le dice que ya está en la banda. Nicole va donde Luke y le dice que cancelen el divorcio para volver a salir juntos, y Kirk grita por todo el pueblo que tiene una novia.